# Надгігант
Надгіганти — одні з наймасивніших зірок. На діаграмі Герцшпрунга — Рассела розташовані у верхній частині. У Йєркській класифікації надгігантам відповідають класи Ia (яскраві надгіганти) і Ib (менш яскраві надгіганти). Зазвичай повна (болометрична) абсолютна зоряна величина надгіганта знаходиться між (- 5) і (-12), і температурою поверхні від 3 500 до 20 000 К. Особливо яскраві надгіганти часто класифікуються як гіпергіганти.

## Характеристика надгігантів
Маси надгігантів варіюються від 10 до 70 мас  Сонця, світності — від 30 000 аж до сотень тисяч сонячних. Радіуси можуть сильно відрізнятися — від 30 до 500, а іноді і перевищують 1000 сонячних радіусів (R☉), тоді їх ще можна називати гіпергігантами. Вони достатньо масивні, щоб почати спалювання ядер гелію перед тим як ядро зірки почне вироджуватись. Вони продовжують послідовно спалювати все більш важкі елементи, зазвичай проходячи весь шлях до заліза. Також через високі маси їм судилося вибухнути як наднові.
Із закону Стефана — Больцмана випливає, що відносно холодні поверхні червоних надгігантів виділяють набагато менше енергії з одиниці площі, ніж гарячі блакитні надгіганти. Тому при однаковій світності червоний надгігант завжди буде мати більший розмір, ніж блакитний.
Надгіганти класифікуються на основі їх спектрів. Надгіганти зустрічаються в кожному спектральному класі від молодих блакитних зірок О-класу до червоних надгігантів М-класу.

## Еволюція
Через величезні маси вони мають коротку для зірок тривалість життя — від 30 до кількох сотень мільйонів років. В основному, спостерігаються в областях активного зореутворення — розсіяних зоряних скупченнях, рукавах спіральних галактик і в неправильних галактиках. Рідше зустрічаються в галактичних балджах. Дуже рідко зустрічаються в ядрах спіральних галактик, кулястих скупченнях і в еліптичних галактиках.
Надгіганти розвиваються, коли масивні зірки головної послідовності вичерпують всі запаси водню у своєму ядрі. Потім вони починають розширюватися, як і зірки з меншими масами, але на відміну від них, майбутні надгіганти починають спалювати гелій в ядрі практично відразу. Це означає, що вони не збільшують свою світність так різко, як менш важкі зірки, і таким чином вони просуваються майже горизонтально по діаграмі Герцшпрунга — Рассела, стаючи червоними надгігантами. Також, на відміну від зірок з більш низькими масами, червоні надгіганти досить масивні, щоб спалювати елементи важче гелію, коли власний гелій закінчується. Крім того, вони не можуть втратити досить маси, щоб трансформуватися у білого карлика, тому залишають після себе нейтронні зірки або чорні діри, як правило, після того, як вибухнуть, як наднова.
Зірки більш масивні, ніж 40 M☉, не можуть перетворитися на червоного надгіганта. Через те, що вони дуже швидко горять і занадто швидко втрачають свої зовнішні шари, вони перетворюються на синього надгіганта, або, можливо, жовтого гіпергіганта, а потім стискаються, щоб стати більш гарячими зірками. Наймасивніші зірки, масою більше, ніж 100 M☉, навряд чи відходять взагалі від положення зірок O-класу головної послідовності.
Очікується, що вони вибухають як наднові, але поки не ясно, як далеко вони розвиваються, перш ніж це відбудеться.

## Добре відомі приклади
Надгіганти рідкісні і короткоживучі зірки, але їх висока світність означає, що багато з них можна бачити неозброєним оком, у тому числі деякі з найяскравіших зірок на небі. Рігель є найяскравішою зіркою в сузір'ї Оріона і є типовим синьо-білим надгігантом, Денеб є найяскравішою зіркою в сузір'ї Лебедя і є білим надгігантом, Дельта Цефея є знаменитим прототипом змінної цефеїди і є жовтим надгігантом, в той час як Бетельгейзе і Антарес — червоні надгіганти. μ Цефея є однією з найчервоніших зірок, видимих неозброєним оком, і однією з найбільших в галактиці. ρ Кассіопеї є жовтим гіпергігантом, і, можливо, найяскравішою зіркою, яку можна бачити неозброєним оком.